# بوليو سور دوردوني
بوليو سور دوردوني هي بلدية تقع في أقطانية الجديدة، فرنسا.